# Lazio
Lazio (även kallat Latium i enlighet med antikens romares benämning) är en region i mellersta Italien. Huvudort och största stad, tillika landets huvudstad, är Rom (Roma). Regionen hade cirka 5,72 miljoner invånare (2022), på en yta av 17 232 km².
Regionen är indelad i de fem provinserna Frosinone, Latina, Rieti, Rom och Viterbo.